# Lacurile Vaduri și Pângărați
Lacurile Vaduri și Pângărați alcătuiesc o zonă naturală (arie de protecție specială avifaunistică - sit SPA) situată în partea nord-estică a României, pe teritoriul județului Neamț.

## Localizare
Aria naturală se află în centrul județului Neamț, pe teritoriile administrative ale comunelor: Alexandru cel Bun și Pângărați și pe cel al municipiului Piatra-Neamț. Situl este străbătut de drumul național DN15 care leagă orașele Turda și Bacău.

## Înființare
Situl ”Lacul Vaduri și Lacul Pângărați” (cu o suprafață totală de 455,5 ha.) a fost declarat arie de protecție specială avifaunistică prin Hotărârea  de Guvern nr. 971 din 5 octombrie 2011 (pentru modificarea și completarea Hotărârii Guvernului nr. 1.284/2007 privind declararea ariilor de protecție specială avifaunistică ca parte integrantă a rețelei ecologice europene Natura 2000 în România). Acesta include lacul Bâtca Doamnei și rezervațiile naturale Pângărați și Vaduri.

## Biodiversitate
Încadrat în bioregiunea geografică alpină a Munților Stânișoarei și cea continentală din bazinul mijlociu al râului Bistrița, situl dispune de cinci tipuri de habitate naturale: Ape dulci continentale (stătătoare și curgătoare), Mlaștini (vegetație de centură), smârcuri, turbării, Pajiști ameliorate, Alte terenuri arabile și Alte terenuri (inclusiv zone urbane, rurale, căi de comunicație, rampe de depozitare, mine, zone industriale). Acestea asigură adăpost și condiții prielnice de odihnă, hrănire, cuibărire și reproducere pentru diferite specii de păsări aflate în migrație pe culoarul est carpatic.

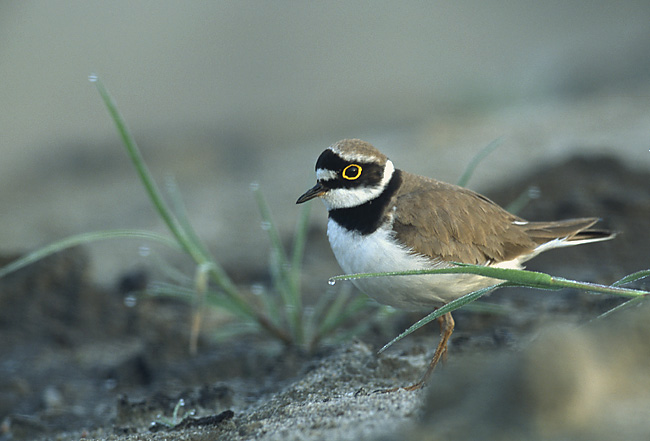
Prundaș gulerat mic (Charadrius dubius)

La baza desemnării sitului se află mai multe specii avifaunistice protejate la nivel european prin Directiva 79/409/CEE din 2 aprilie 1979 (privind conservarea păsărilor sălbatice) sau aflate pe lista roșie a IUCN; astfel: rață roșie (Aythya nyroca), rață pestriță (Anas strepera), rață mare (Anas platyrhynchos), rață cârâitoare (Anas querquedula), rață mică (Anas crecca), rață fluierătoare (Anas penelope), rață lingurar (Anas clypeata), rață cu cap castaniu (Aythya ferina), rață moțată (Aythya fuligula), rață scufundătoare (Aythya marila), fluierar de munte (Actitis hypoleucos), mătăsar (Bombycilla garrulus), rață sunătoare (Bucephala clangula), stârc cenușiu (Ardea cinerea), barză albă (Ciconia ciconia), barză neagră (Ciconia nigra), lebădă de iarnă (Cygnus cygnus), lebădă de vară (Cygnus olor), chirighiță neagră (Chlidonias niger), dumbrăveancă (Coracias garrulus), prundaș gulerat mic (Charadrius dubius), lișiță (Fulica atra), ciocârlie urecheată (Eremophila alpestris), becațină comună (Gallinago gallinago), găinușă de baltă (Gallinula chloropus), cufundar mic (Gavia stellata), cufundar polar (Gavia arctica), sfrânciocul cu frunte neagră (Lanius minor), pescăruș râzător (Larus ridibundus), prigoare (Merops apiaster), codobatură galbenă (Motacilla flava), corcodel cu gât negru (Podiceps nigricollis), fluierar de mlaștină (Tringa glareola), corcodel mic (Tachybaptus ruficollis), fluierar cu picioare roșii (Tringa totanus), fluierar cu picioare verzi (Tringa nebularia), fluierarul de zăvoi (Tringa ochropus), pupăză (Upupa epops) și nagâț (Vanellus vanellus).

## Căi de acces
- Drumul național DN15, pe ruta: Târgu Neamț - Bistrița - Viișoara - Vădurele - Preluca - Pângărăcior - Pângărați (20 km).[9]

## Monumente și atracții turistice
În vecinătatea sitului se află câteva obiective de interes istoric, cultural și turistic (lăcașuri de cult, muzee, case memoriale, situri arheologice, arii naturale protejate); astfel:

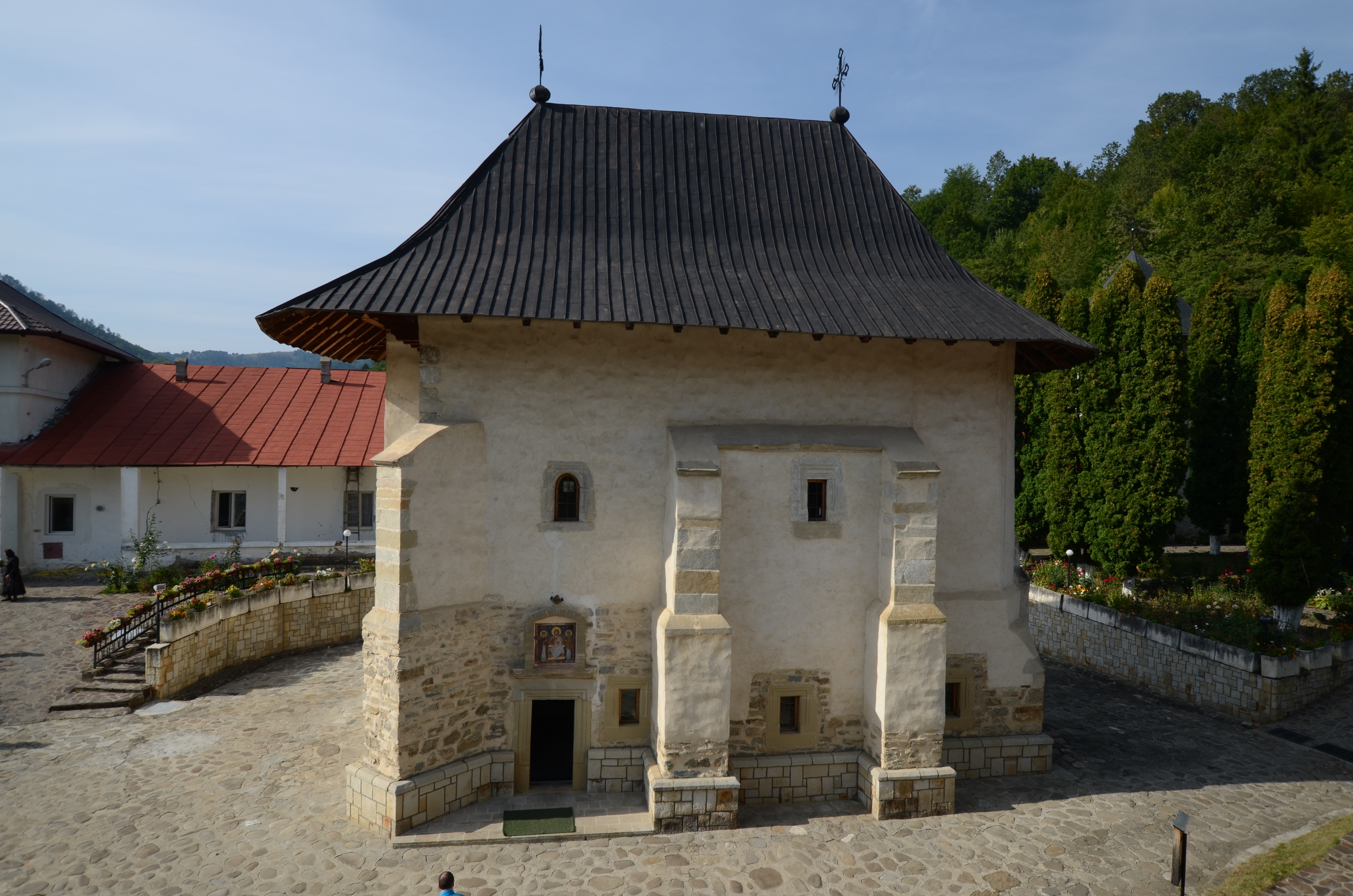
Biserica "Sf. Dumitru" a mănăstirii Pângărați

- Mănăstirea Bistrița ctitorită în anul 1407 de către Alexandru cel Bun, domnitorul Moldovei între anii 1400 - 1432. Ansamblul mănăstirii cuprinde biserica „Adormirea Maicii Domnului”, turnul-clopotniță cu paraclisul „Sfântul Ioan cel Nou”, turnul de intrare cu paraclisul „Sfântul Nicolae”, casa Petru Rareș, stăreția, caselor domnești (ruine) și zidul de incintă.
- Biserica „Buna Vestire” a fostei mănăstiri Bisericani, construcție 1512, monument istoric (sat Bisericani).
- Ansamblul mănăstirii Pângărați alcătuit din biserica „Sfântul Dumitru” și „Sfinții Arhangheli Mihail și Gavriil” (1552–1560), un corp de chilii (secolul al XVI-lea), zid de incintă (secolul al XIX-lea), turnul-clopotniță (1857) și turnul de nord-est (secolul al XVI-lea).
- Bisericile de lemn: „Schimbarea la Față” a fostei mănăstiri „Peste Vale”, „Adormirea Maicii Domnului” și „Buna Vestire” din Piatra Neamț.
- Biserica de piatră „Nașterea Sfântului Ioan Botezătorul” din Piatra Neamț.
- Muzeele și casele memoriale din Piatra Neamț: Muzeul de Artă, Casa Calistrat Hogaș, Muzeul „Curtea Domnească”, Muzeul de Etnografie, Muzeul de Istorie, Muzeul de Științe Naturale.
- Cetatea dacică de la Bâtca Doamnei (sit arheologic).
- Ariile naturale: Locul fosilifer Cernegura, Locul fosilifer Cozla, Locul fosilifer Pietricica, Dealul Vulpii-Botoaia (Ochiul de Stepă), Munții Stânișoarei, Dealul Cernegura.